# Port Grimaud
Port Grimaud, sovint anomenada la " Venècia provençal », és una ciutat privada al costat del llac situada al cor del golf de Saint-Tropez. Aquest port esportiu està situat a la ciutat de Grimaud, al departament del Var, a la regió de Provença-Alps-Costa Blava.

## Geografia
La ciutat lacustre, port esportiu privat Port Grimaud, situat al cor del golf de Saint-Tropez es troba a 4,3 km del Golf de Beauvallon (també a la ciutat de Grimaud), i a 8 de Sainte-Maxime per la carretera de la costa, i 9 des de Saint-Tropez. Clima classificat Csa a la classificació de Köppen i Geiger.
Un curs d'aigua que travessa la ciutat, el Giscle, un riu costaner, discorre al lloc de Port Grimaud cap al sud abans de desembocar al mar Mediterrani. Producció d'aigua de la Comunitat de comunes del golf de Saint-Tropez (CCGST)

## Història
La ciutat ha ser construïda l'any 1964 sobre les llacs drenant les maresmes a iniciativa de l'arquitecte François Spoerry, amb la contribució financera del capital privat.
La ciutat està connectada per canals i petits ponts. L'aparcament està prohibit durant la temporada, i només els residents degudament autoritzats poden entrar a la ciutat. Les aigües contigües a les cases constitueixen molls privats per a les embarcacions dels residents, fent de Port Grimaud un port esportiu.
L'any 1974 es van construir nous habitatges. La demanda d'habitatges és molt elevada, fet que ha provocat un augment important dels preus de venda. Restaurants, bars i cafeteries tenen les seves terrasses prop dels molls. Al vespre, la ciutat i la llacuna estan il·luminades per les cases i els restaurants amb vistes a l'aigua.
Port Grimaud és un poble totalment privat, que inclou tots els carrers, places i espais públics, mantingut amb càrrecs a càrrec dels propietaris.
En els darrers anys, l'Associació de Propietaris ha pres mesures per animar els residents i propietaris a limitar la invasió de visitants de temporada i respectar la privadesa del local. Alguns carrers estan ara tancats amb portes, de manera que només hi poden accedir els veïns, com passa a tots els condominis privats.

## Transport públic
La ciutat està servida per la xarxa de transport públic regional Zou ! (abans Varlib). De fet, les autoritats locals han implementat un " servei de transport sota demanda (TAD), xarxa regional de Zou !.
Grimaud té la particularitat geogràfica d'estar situat al cor del golf de Saint-Tropez. La població es beneficia, doncs, amb Port Grimaud a més del seu accés per mar, d'una bona accessibilitat (atesa per diverses línies d'autobús, fàcil accés a l'autopista).

## Transport marítim
Les llançadores marítimes connecten el port de Saint-Tropez amb els de Cogolin, Grimaud, Sainte-Maxime, Fréjus, Saint-Raphaël, Cannes, Antibes i Niça. Les llançadores grimaldines permeten arribar a Saint-Tropez per mar de juny a setembre

## Xarxa ferroviària
Amb tren, l'estació de Saint-Raphaël-Valescure és servida per TGV, iDTGV, Intercités i TER Provença-Alps-Costa Blava. L'estació de Fréjus és a 53 km i l'estació de Toulon a 65 km. Tancada l'any 1948, la línia de costa del Var és una antiga línia de ferrocarril d'ample mètric que unia Toló amb Saint-Raphaël (Var) seguint la costa del massís de les Maures.

## Transport aeri
L'heliport de Pointe de Saint-Tropez i l'aeròdrom més proper és La Môle-Saint-Tropez. Els aeroports més propers són els de Toulon/Hyères (48 km), Niça (107 km) i Marsella (141 km).

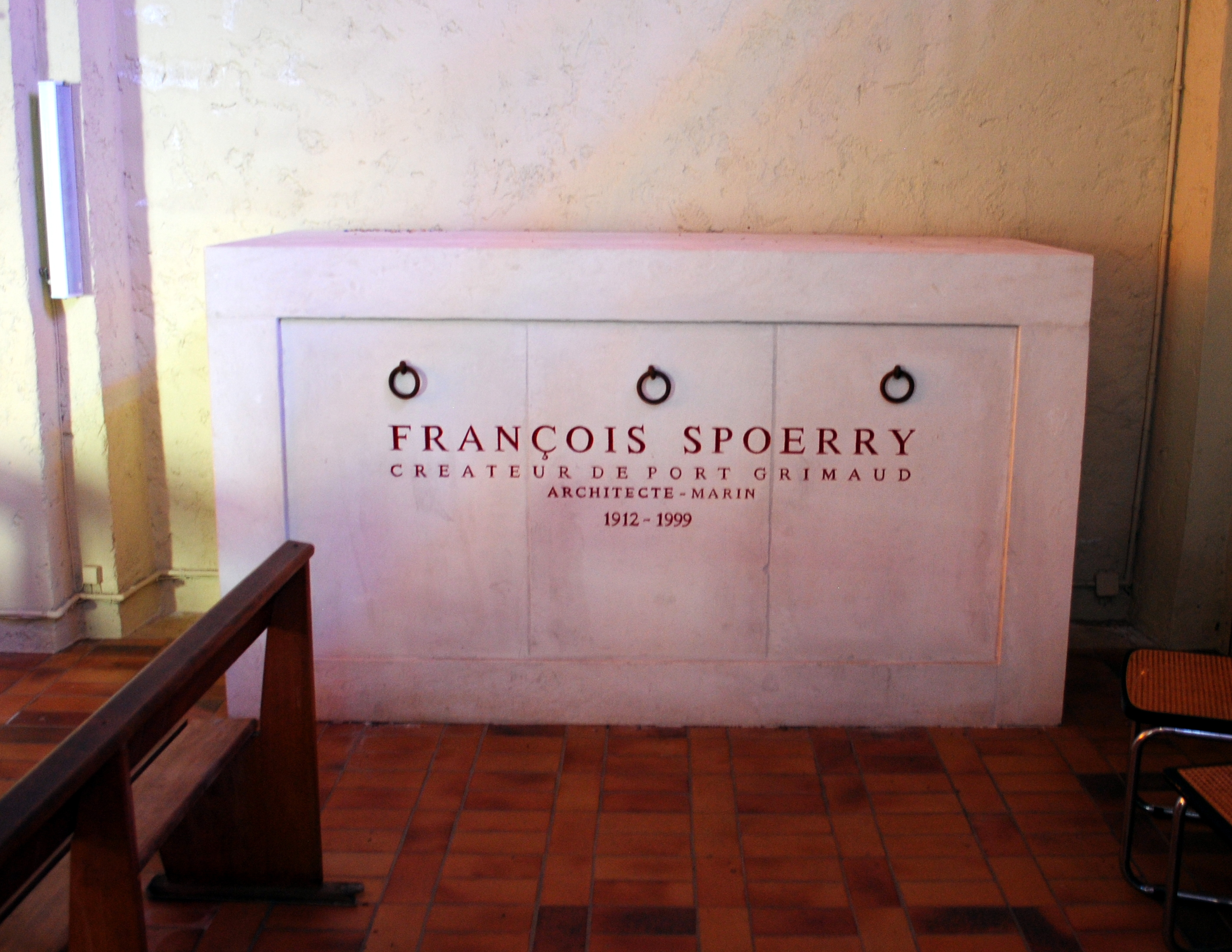
Tomba a l'església de Port Grimaud

## Homenatges
- La cantant i actriu Isabelle de Funès va dedicar l'any 1970 a la ciutat el single del mateix nom .
- L'església de Sant Francesc d'Assís és una església ecumènica on se celebra el culte catòlic i protestant.[13]
- Un cop mort a Port Grimaud l'11 de gener de 1999, François Spoerry (protestant)[14] descansa en una volta de l' Església de Sant Francesc d'Assís a Port Grimaud.[15][16]
- Port Grimaud i la Ciutat dels Dux agermanades ?...Segurament un somni que a l'arquitecte François Spoerry li hauria agradat fer realitat.[17]